# 池澳石窟
26°55′08.86″N 120°12′41.57″E / 26.9191278°N 120.2115472°E
池澳石窟，位于中国福建省霞浦县北壁乡池澳村，以石窟寺的名义被列为霞浦县级文物保护单位，历史年代为宋，类型为石窟寺及石刻，公布时间为2003年11月。
池澳石窟位于池澳村（又名池沃村）流米坛山上，据传凿于北宋时期，是霞浦县最早的古代石窟洞